# Буково (Вологодская область)
Буково — деревня в Великоустюгском районе Вологодской области.
Входит в состав Покровского сельского поселения, с точки зрения административно-территориального деления — в Покровский сельсовет.
Расстояние по автодороге до районного центра Великого Устюга — 31 км, до центра муниципального образования Ильинского — 1 км. Ближайшие населённые пункты — Большое Чебаево, Малое Чебаево, Ильинское.
По переписи 2002 года население — 7 человек.